# 영덕 상의당
영덕 상의당(盈德 尙儀堂)은 대한민국 경상북도 영덕군 영해면 원구리에 있는 건축물이다. 2014년 12월 18일 경상북도의 문화재자료 제628호로 지정되었다.

## 개요
상의당은 승지(承旨) 상의당(尙儀堂) 백충언(白忠彦)을 기리기 위해 조선 숙종때 5세손 백선, 백돈 형제에 의해 초건되었다고 전하며, 그 뒤 후손 백중건 등 이 1869년(고종6)에 중수하여 정자 형태로 사용하다가 후에 별당 등의 용도로 사용한 건물이라 한다. 마루 상부 상량문의「...丙寅3月...」이라는 묵서(墨書)로 미루어 1866년에 세운 것으로 보이는 상의당의 서까래 장연부분은 경사가 거의 없고 귀마루곡은 수평에 가까운 평 물매 형태를 보이며, 단연은 된 물매로서 박공부분은 고깔모자를 연상케 하는 특이한 형태를 나타내고 있는 점은 눈여겨볼 만한 부분이다. 문화재로 지정하여 보존하는 것이 적절하다고 판단되어 문화재자료로 지정한다.

## 참고 자료
- 영덕 상의당 - 국가유산청 국가유산포털